# Sociedad urbana
La sociedad urbana se caracteriza por la existencia de población muy aglutinada en un solo sitio en edificios causado por la emigración de las personas del campo a la ciudad. Es un fenómeno en crecimiento ya que para el año 2000 un 50% de los habitantes del mundo vivían en zonas urbanas y este porcentaje continúa en aumento hoy en día. Las personas son las que forman a la zona urbana y los acontecimientos políticos, culturales o de gran importancia pueden darle a un lugar de la zona urbana un significado en específico. Se ha buscado la opinión del pueblo para construir las ciudades dependiendo de sus exigencias y necesidades, pero esto usualmente no le interesa a los políticos y gobiernos que entonces permiten que las industrias y otras fuerzas económicas tomen control de la sociedad urbana, irónicamente las industrias en las zonas urbanas fueron una de las principales causas del nacimiento de dicha sociedad, al ofrecer mejores oportunidades de trabajo y mejores condiciones de vida. Desde hace mucho, en la antigüedad, existían ciudades tales como la Antigua Atenas y la Antigua Roma, pero el modelo de la sociedad que las habitan hoy en día si existía para ese entonces. y ayudar a las personas
necesitadas

## La participación de la ciudadanía en la planificación urbana.
En dichos casos, poco comunes, el gobierno busca la opinión del pueblo para implementar un modelo de ciudad que le convenga a la sociedad. Pero muchas veces el gobierno rechaza esta iniciativa al ser más costosa y tomar más tiempo. Al preguntarle al pueblo se pueden identificar problemas en el terreno, por ejemplo: áreas inundables. Esta iniciativa ayudaría a reducir la cantidad de grupos comunitarios y activistas en la ciudad al atender antes de la construcción de la misma los problemas que éstos identifican. La sociedad urbana quiere controlar y mejorar su ecosistema. Se deben de tratar las siguientes dimensiones en la participación ciudadana:
- La escala: El nivel de la construcción, si se trata de una ciudad, barrio, urbanización, condominio, áreas recreativas, lugares de trabajos, entre otros.
- El tiempo: El momento en el que se le debe de preguntar a la sociedad, ya sea antes o después de la planificación.
- El contexto: El identificar los problemas, ya sean conflictos políticos, económicos, sociales o culturales.
- Los motivos de los actores: Realizar un análisis político de proceso urbano y buscar quien maneja o controla el proceso, también se debe de buscar la relación entre los gobernantes y los gobernados.

## Desarrollo cultural de la sociedad urbana en las ciudades.
La sociedad se encuentra en un estado de locura y es notable que tiene un gran grado de pobreza y cotidiano a rescatar y recordar los sucesos ocurridos en esos mismos espacios urbanos. Algunos ejemplos de dicha actividad son: el caso del Cerro Maravilla en Puerto Rico, los atentados del 11 de septiembre de 2001 en Nueva York, USA, la primera bomba atómica en Hiroshima, el desastre del dirigible Hindenburg en New Jersey y la expulsión de la marina de E.U. de Vieques, Puerto Rico. Todos estos dejan una huella en la sociedad afectada por dicho evento y las áreas de la ciudad en donde ocurrió muchas veces son recordadas por estos eventos. Mencionando a Max Weber, éste pensaba que los hechos sociales llegan a ser tales en tanto poseen un significado compartido entre los sujetos, o sea, que los hechos sociales permiten la conexión de la sociedad. El espacio urbano se convierte entonces en un contenedor de imágenes e información para la sociedad urbana, los cuales si son reconocidos, enriquecerían la identidad cultural.

## ¿Lo urbano viene por la ciudad o es un nuevo estilo de vida?
- Según Georg Simmel: La ciudad y la vida urbana son producto de la industrialización y la división de trabajo, las personas que viven en dichas ciudades terminan en rarezas tendenciosas, en las extravagancias, los caprichos, el preciosismo, en el querer distinguirse y destacarse. El ambiente urbano ocasiona un cambio en la identidad personal llevando a la insensibilidad, la indiferencia y a la individualidad.

- Según la tradición marxista: El pensamiento Marxista identificó a la ciudad como el escenario perfecto para la industrialización, para marcar la diferencia entre clases sociales, el vivir con exceso de riquezas y su completo opuesto, la miseria, las costumbres tradicionales son destruidas en las ciudades. Las industrias han cambiado la composición social de las ciudades, se ve en la construcción de viviendas para obreros, la construcción de complejos industriales, en fin, lo ajusta a su conveniencia. El problema es la tendencia a querer darle diferentes funciones a diferentes áreas de una ciudad, cómo a los órganos reproductivos.

## Las consecuencias delurbanismoen la salud y el ambiente.
Los problemas ocasionados por la sociedad urbana deben de ser resueltos por la misma, por el bien del planeta. El desarrollo desmedido de las ciudades ha llevado a la utilización de una cantidad de recursos mayor. La ciudad necesita ser alimentada, iluminada, limpiada y ésta emite gases de invernadero. La basura desechada por la ciudad es una de las fuentes principales de contaminación marina. 
La salud de los habitantes de una ciudad puede verse afectada si la ciudad no tiene la infraestructura básica y crítica necesaria como: agua, un sistema de saneamiento, manejo de residuos sólidos, un sistema de drenaje y transporte. La falta de recolección de los desperdicios sólidos crean basurales, un sistema de drenaje ineficiente crea inundaciones y una ciudad sin un sistema de transporte público confiable se expone a que todos sus habitantes anden en vehículos individuales, lo cual puede llevar a problemas ambientales serios. La contaminación atmosférica urbana es un problema serio y común, la cual afecta a la salud de la sociedad urbana, a los edificios, a la vegetación y como consecuencia traen consigo enfermedades de los pulmones, lluvia ácida y el deterioro de la capa de ozono. 
Una ciudad mal construida, con cimientos débiles sucumbiría a un desastre natural cómo un terremoto, lo cual se pudo apreciar el pasado 12 de enero de 2010 en Haití, inundaciones, huracanes, incendios, entre otros.